# Sagrados Corações de Jesus e Maria em Tor Fiorenza (título cardinalício)
Sagrados Corações de Jesus e Maria em Tor Fiorenza (em latim: Sacrorum Cordium Iesu et Mariæ ad Turrim "Fiorenza") é um título cardinalício instituído em 14 de fevereiro de 2015 pelo Papa Francisco. Sua igreja titular é Sacri Cuori di Gesù e Maria, no quartiere Trieste de Roma.

## Titulares protetores
- Edoardo Menichelli (desde 2015)